# Phong tước
Phong tước là hình thức ban tặng danh hiệu cho tầng lớp quý tộc trong chế độ phong kiến, đi kèm với nó là việc ban tặng đất đai, tạo nên các giai cấp địa chủ và nông dân. Do đó, khái niệm về chế độ phong kiến cũng xuất phát từ đó (phong tước + kiến địa). Các tước hiệu, của chế độ phong kiến theo thứ bậc từ cao đến thấp, bao gồm:
- Hoàng, Đế, Bá, Hậu, Vương: là tước hiệu chỉ dành cho vua thời Cổ Đại. Trong đó:
  - Hoàng (皇): tước hiệu thời Tam Hoàng.
  - Đế (帝): tước hiệu thời Ngũ Đế.
  - Bá (伯), Hậu (后), Đế (帝): tước hiệu từ thời nhà Hạ, vua khi còn sống xưng Bá (伯), sau đổi sang dùng Hậu (后), đến khi qua đời thì được gọi là Đế (帝). Ví dụ như: Tung bá Vũ 崇伯禹, Hạ bá Vũ 夏伯禹, Hạ hậu Vũ 夏后禹, Đế Vũ 帝禹, Hạ Khải 夏启, Hạ hậu Khải 夏后启, Hạ hậu Khai 夏后开. Chính phối thê tử của quân chủ khi đó gọi là Phi (妃)
  - Vương (王): tước hiệu từ giữa nhà Thương và chính phối thê tử của quân chủ khi đó gọi là Hậu (后). Đến cuối nhà Chu thì tước hiệu này bị các chư hầu lạm xưng.
- Hoàng Đế: tước hiệu chỉ dành cho vua, do vua tự phong cho mình hoặc được truyền ngôi đối với những triều đại mà vua xưng đế như Việt Nam, Trung Quốc, Nhật Bản, Triều Tiên. Vị Hoàng Đế Trung Hoa đầu tiên trong lịch sử là Tần Thủy Hoàng, người đã tạo tước hiệu mới cho các vị quân chủ bằng cách ghép tước hiệu Hoàng và Đế của các vua thời Cổ Đại, vì ông cho rằng từ Vương đã bị các chư hầu lạm xưng, không còn đủ tôn quý. Lúc này Hoàng Hậu là tước hiệu của vợ vua, được tạo bằng cách ghép tước hiệu Hoàng và Hậu của các vua thời Cổ Đại. Tại châu Âu, dưới đế chế La Mã Thần thánh, vua La Mã Đức và hoàng đế La Mã Thần thánh được các tuyển hầu tước bầu lên.
- Vương:
  - Quốc Vương: 
    - Tước hiệu chỉ dành cho vua, do vua tự phong cho mình hoặc được truyền ngôi đối với những triều đại mà vua không xưng đế hoặc không phân biệt đế với vương, khi đó nhà vua được gọi là Quốc vương hoặc Đại vương; như các triều đại Trung Hoa trước thời Tần Thủy Hoàng, các triều đại Việt Nam trước thời Bắc thuộc hoặc nhiều nước khác. Lúc này Hậu là tước hiệu của vợ vua.
    - Tước hiệu này cũng được dùng phong cho vua của các nước nhỏ, chư hầu của nước lớn như  Nhà Nguyễn phong vương cho các vua chúa Chiêm Thành, Chân Lạp, Lão Qua, cùng Vạn Tượng. Lúc này tước hiệu của vợ vua chư hầu là Vương Hậu, sau đổi sang dùng Vương Phi.

  - Thân Vương, Quận Vương: tước vị cao nhất, nhì, sau Hoàng đế và Quốc Vương trong các triều đại xưng đế được dành cho hoàng tộc hay quan lại quý tộc (thần dân của vua).

Sử Việt ghi những sự kiện như nhà Triệu phong Triệu Quang làm "Thương Ngô vương" và phong cho con cháu An Dương Vương làm "Tây Vu Vương", vua Trần phong Trần Quốc Tuấn làm "Hưng Đạo Đại vương", nhà Lê phong Mạc Đăng Dung là "An Hưng vương". Thực ra chữ "vương" vốn là tước hiệu dành cho vua thời Cổ Đại; nên với ý nghĩa thứ hai, tước vương chỉ còn danh nghĩa, không nắm quyền cai trị đất nước hoặc lãnh thổ nào, khi đó các Hoàng đế cai trị thể hiện oai phong của mình như vua trên các vua qua việc phong vương cho con cháu (Thân Vương, Quận Vương) hoặc các tiểu quốc lân bang (Quốc Vương).
Nhà Hậu Lê, thời Lê trung hưng, nhà vua bị buộc phải phong tước vị này cho các chúa Trịnh, còn các chúa Nguyễn thì tự xưng tước vị này.
- Công (Quốc công, Quận công)
- Hầu
- Bá
- Tử
- Nam

Các tước vị trên thường được "cha truyền con nối", nhưng trừ Hoàng Đế, Quốc Vương và có thể cả Thân Vương, còn lại thì đời sau thường thấp hơn một bậc.
- Quân: tước vị các vua chư hầu phong cho con cháu hay quan lại quý tộc (thần dân của vua chư hầu) như:
  - Mạnh Thường quân Điền Văn nước Tề;
  - Bình Nguyên quân Triệu Thắng nước Triệu;
  - Tín Lăng quân Ngụy Vô Kỵ nước Ngụy;
  - Xuân Thân quân Hoàng Yết nước Sở;
- Thời Thái Bình Thiên Quốc thì các tước vị là: Vương, Nghĩa, An, Phúc, Yến, Dự, Hầu.

Ngày nay, ở một số nước quân chủ lập hiến, như Anh, tuy không còn chế độ phong kiến, hoàng gia vẫn sử dụng hình thức phong tước, với danh hiệu Knight (Hiệp sĩ) và thường được gọi kèm danh xưng kính trọng là Sir hoặc Madame, nhưng không còn việc ban đất đai. Những người được phong thường là các vận động viên, huấn luyện viên, văn nghệ sĩ... nổi tiếng.